# Viscum tieghemii
Viscum tieghemii är en sandelträdsväxtart som beskrevs av Simone Balle. Viscum tieghemii ingår i släktet mistlar, och familjen sandelträdsväxter. Inga underarter finns listade i Catalogue of Life.